# Annemarie Griesinger

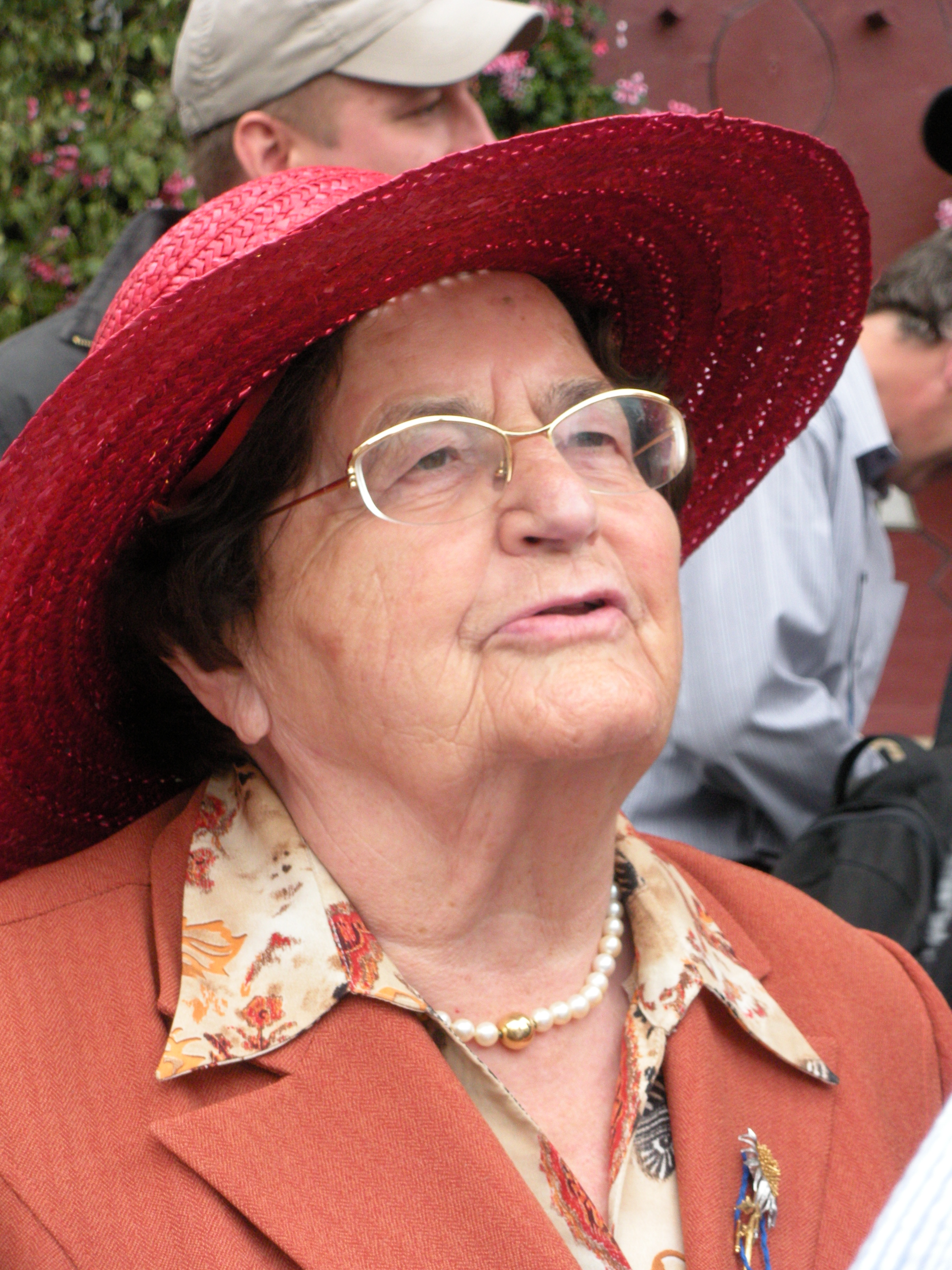
Annemarie Griesinger in ihrer Heimatstadt Markgröningen am 23. August 2008

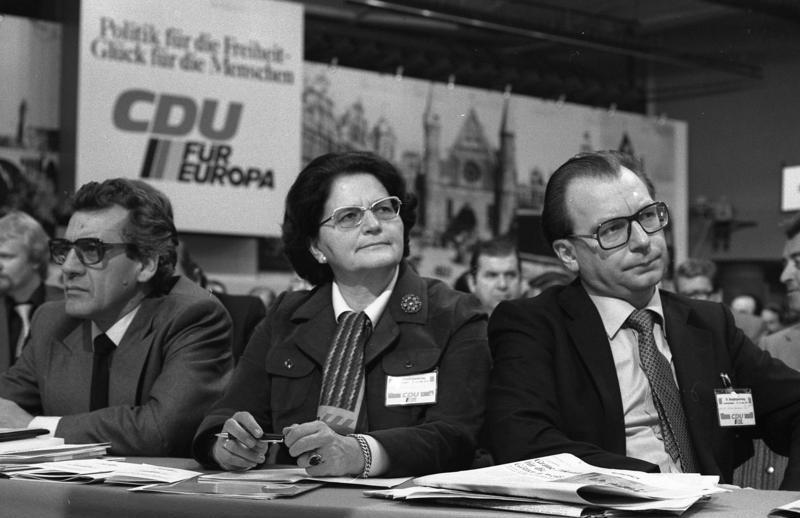
Annemarie Griesinger neben Lothar Späth beim Bundesparteitag der CDU 1978 in Ludwigshafen

Annemarie Griesinger, geborene Roemer, (* 21. April 1924 in Markgröningen, Württemberg; † 20. Februar 2012 in Bad Urach, Baden-Württemberg) war eine deutsche Sozialpolitikerin (CDU). Von 1964 bis 1972 war sie Mitglied des Deutschen Bundestages und von 1972 bis 1980 baden-württembergische Ministerin für Arbeit, Gesundheit und Sozialordnung.

## Leben
Annemarie Griesinger wuchs als jüngstes Kind und einzige Tochter mit fünf älteren Brüdern in einer evangelischen Pfarrfamilie auf. Ihr Vater, der Theologe und Historiker Hermann Roemer, gründete nach dem Zweiten Weltkrieg in Markgröningen den Ortsverband der CDU. Nach dem Abitur 1942 wurde sie an einer Haushaltungs- und Sozialen Frauenschule Fürsorgerin und arbeitete als Berufsberaterin. Sie wurde 1956 in der Kreisfürsorge Ludwigsburg tätig, Mitglied der Jungen Union und zwei Jahre später der CDU. Sie übernahm von 1956 bis 1959 Vorstandspositionen in der nordwürttembergischen Jungen Union, CDU und der CDU-Frauenvereinigung.
1961 kandidierte sie auf der Landesliste für den Deutschen Bundestag, zunächst erfolglos, rückte dann aber 1964 für Wilhelm Hahn nach, als dieser zum Kultusminister von Baden-Württemberg ernannt wurde. Ihr Mandat wurde 1965 und 1969 bestätigt. Bei der Wahl 1969 gewann sie den bisherigen SPD-Wahlkreis Ludwigsburg für die CDU. 1969 wurde sie zu einer der stellvertretenden Fraktionsvorsitzenden der CDU/CSU-Bundestagsfraktion gewählt.
Annemarie Griesinger war ab 1972 als erste Frau im Kabinett des Landes Baden-Württemberg vertreten. Ministerpräsident Hans Filbinger berief sie nach der Landtagswahl als Ministerin für Arbeit, Gesundheit und Sozialordnung in sein Kabinett. Dieses Amt hatte sie bis 1980 inne. Sie setzte sich in dieser Zeit unter anderem für ein flächendeckendes System von Sozialstationen und Behindertenwerkstätten ein.
Danach war sie von 1980 bis 1984 Ministerin für Bundesangelegenheiten im Staatsministerium Baden-Württemberg und Bevollmächtigte des Landes in Bonn sowie Europabeauftragte der Landesregierung. Von 1981 bis 1990 war sie Landesvorsitzende der Europa-Union Baden-Württemberg und wurde aufgrund ihres Engagements für Europa und die Europa-Union zur Ehrenvorsitzenden ernannt. Aufgrund ihrer Geselligkeit erhielt sie den Beinamen „Feschtles-Marie“ (schwäbische Betonung auf der ersten Silbe von Marie).
Von 1976 bis 1984 war Annemarie Griesinger Landtagsabgeordnete für den Landtagswahlkreis Vaihingen. 1984 ging sie in den Ruhestand, blieb aber sozialpolitisch aktiv. Sie war von 1984 bis 1996 Vorsitzende der Bundesvereinigung für Lebenshilfe.
Griesinger war ab 1953 verheiratet mit dem Volkswirt und Hochschullehrer Heinz Griesinger. Die Ehe blieb kinderlos. 1965 erwarb sie als erste Abgeordnete erstmals das Goldene Sportabzeichen.

## Schriften
- Heidenei, Frau Minister! Lachen ist die beste Medizin. Hg. Martin Hohnecker. Hohenheim-Verlag, Stuttgart 2006 ISBN 3-89850-140-X.